# Stygocyathura sbordonii
Stygocyathura sbordonii is een pissebed uit de familie Anthuridae. De wetenschappelijke naam van de soort is voor het eerst geldig gepubliceerd in 1971 door Roberto Argano.